# Карбоксилирование
Карбоксилирование — непосредственное введение карбоксильной группы СООН в органические соединения действием СО2.	
Если в раствор магнийорганического соединения пропускать СО2, то после гидролиза образуется соответствующая карбоновая кислота (магнийорганический синтез):	
{\displaystyle {\ce {RMgX + CO_2-> RCOOMgX}}}
{\displaystyle {\ce {RCOOMgX + H2O -> RCOOH + MgOHX}}}
Один из важных примеров реакции карбоксилирования - реакция Кольбе-Шмидта, используемая в коммерческом синтезе аспирина.
Карбоксилирование играет большую роль в некоторых ферментативных биологических процессах. Ферменты, катализирующие карбоксилирование, получили название карбоксилаз.